# Lasiobema
Lasiobema é um género botânico pertencente à família Fabaceae.

## Espécies
- Lasiobema comos
- Lasiobema delavayi
- Lasiobema dolichobotrys
- Lasiobema harmsianum